# Sigillina
Sigillina is een geslacht uit de familie Holozoidae en de orde Aplousobranchia uit de klasse der zakpijpen (Ascidiacea).

## Soorten
- Sigillina australis Savigny, 1816
- Sigillina cyanea (Herdman, 1899)
- Sigillina digitata (Millar, 1962)
- Sigillina exigua Kott, 2006
- Sigillina fantasiana (Kott, 1957)
- Sigillina grandissima Kott, 1990
- Sigillina magalhaensis (Michaelsen, 1907)
- Sigillina moebiusi (Hartmeyer, 1905)
- Sigillina nigra (Herdman, 1899)
- Sigillina pulvinus Kott, 2003
- Sigillina signifera (Sluiter, 1909)
- Sigillina vasta  Millar, 1962

Niet geaccepteerde soorten:
- Sigillina caerulea Sluiter, 1909 → Sigillina cyanea (Herdman, 1899)
- Sigillina caerulea (Sluiter, 1898) → Eudistoma caeruleum (Sluiter, 1909)
- Sigillina coalita (Sluiter, 1909) → Hypodistoma deerratum (Sluiter, 1895)
- Sigillina deerata (Sluiter, 1895) → Hypodistoma deerratum (Sluiter, 1895)
- Sigillina deerrata (Sluiter, 1895) → Hypodistoma deerratum (Sluiter, 1895)
- Sigillina illota (Sluiter, 1898) → Eudistoma illotum (Sluiter, 1898)
- Sigillina mjobergi Hartmeyer, 1919 → Vitrum mjoebergi (Hartmeyer, 1919)
- Sigillina mjoebergi Hartmeyer, 1919 → Vitrum mjoebergi (Hartmeyer, 1919)
- Sigillina mobiusi (Hartmeyer, 1905) → Sigillina moebiusi (Hartmeyer, 1905)
- Sigillina psammophorus (Hartmeyer, 1912) → Polycitor psammophorus Hartmeyer, 1912